# Vierge à l'Enfant dans un paysage luxuriant
Vierge à l'Enfant dans un paysage luxuriant – en allemand Maria mit dem Kinde – est un tableau réalisé par le peintre allemand Lucas Cranach l'Ancien vers 1518. De format vertical, cette peinture à l'huile exécutée sur un panneau en bois de tilleul est une Madone devant un paysage montagneux hérissé de places fortes. Elle figure Marie à mi-corps, et penchant vers l'Enfant Jésus sa tête blonde coiffée d'un voile transparent. L'œuvre est conservée à la Staatliche Kunsthalle de Karlsruhe, dans le Bade-Wurtemberg.